# Manfred Dunst
Manfred Dunst (* 25. November 1953 in Calw) ist ein deutscher Kommunalpolitiker. Von 2003 bis 2011 war er Oberbürgermeister von Calw.
1982 wurde Dunst Bürgermeister von Starzach. Er wurde 2003 im ersten Wahlgang zum neuen Oberbürgermeister von Calw gewählt. Im Mai 2011 erklärte er seinen Verzicht auf eine Kandidatur für eine zweite Amtszeit als Calwer Stadtoberhaupt.
| Personendaten    | Personendaten               |
| ---------------- | --------------------------- |
| NAME             | Dunst, Manfred              |
| KURZBESCHREIBUNG | deutscher Kommunalpolitiker |
| GEBURTSDATUM     | 25. November 1953           |
| GEBURTSORT       | Calw                        |